# Sally Ann Howes
Sally Ann Howes, född 20 juli 1930 i St John's Wood i London, död 19 december 2021 i Palm Beach Gardens, Florida, var en brittisk skådespelare och sångare. Hon hade dubbelt brittiskt och amerikanskt medborgarskap. Howes karriär spänner över sex decennier och hon är särskilt ihågkommen för sin roll som Truly Scrumptious i musikalfilmen Chitty Chitty Bang Bang från 1968.

## Filmografi i urval
- 1943 – Thursday's Child
- 1944 – Mellan två världar
- 1945 – Skuggor i natten (Avsnittet "Christmas Party")
- 1945 – Kvinnan i baren
- 1947 – Nicholas Nickleby
- 1948 – Anna Karenina
- 1948 – My Sister and I
- 1949 – Fools Rush In
- 1949 – The History of Mr. Polly
- 1949 – Stop Press Girl
- 1951 – Honeymoon Deferred
- 1957 – Skeppsbrutna i paradiset
- 1968 – Chitty Chitty Bang Bang
- 1980 – Spökskeppet
- 2003 – Broadway: The Golden Age, by the Legends Who Were There (dokumentär)